# Ракета (футбольный клуб, Горький)
«Ракета» — советский футбольный клуб из Горького (район Сормово).

## История
История футбола в Сормово восходит к началу XX века. В начале 1920-х годов сильнейшим клубом населённого пункта был СКС (Сормовский клуб спорта), на его базе в 1924 году была основана команда «Металлист». В 1937 году клуб под названием «Судостроитель» выступал в Кубке СССР, где на стадии 1/64 финала уступил московскому «Спартаку» 0:3. Во второй половине 1940-х годов играл в соревнованиях КФК РСФСР под названием «Дзержинец». Также в разные годы назывался «Красное Сормово», «Урожай», «Труд». По состоянию на 1954 год — «Авангард». Считалось, что клуб представляет Сормово, хотя уже с 1928 года оно было частью города Горький.
В первые годы своей истории клуб выступал в соревнованиях коллективов физкультуры местного уровня. В 1955 году участвовал в первенстве КФК РСФСР и занял второе место в зональном турнире, тренером был Георгий Сергеевич Штыров. В 1956 году под руководством нового тренера В. И. Жаркова команда одержала победу в зональном и финальном турнирах первенства РСФСР среди КФК, а также победила в переходных играх за право выхода в соревнования мастеров.
В 1957 году «Авангард» дебютировал в соревнованиях мастеров в классе «Б», где занял 17-е место в зональном турнире. В Кубке СССР 1957 года клуб стал четвертьфиналистом, выбив из розыгрыша клубы высшей лиги — «Буревестник» (Кишинёв) и «Спартак» (Минск). В 1/4 финала «Авангард» уступил на выезде будущему обладателю Кубка московскому «Локомотиву» 2:5, причём по ходу первого тайма вёл в счёте 2:1. Этот выход в четвертьфинал стал наивысшим результатом в истории всех горьковских клубов в Кубке СССР.
В 1958 году переименован в «команду города Горького», а в 1960 году — в «Ракету» (в честь типа судов, выпускаемых заводом «Красное Сормово»). Продолжал выступать в классе «Б» до 1962 года. Лучший результат показал в 1960 году — четвёртое место в зональном турнире, тренером клуба в том сезоне был Владимир Григорьевич Гринин (брат известного футболиста Алексея Гринина).
Перед началом сезона 1963 года «Ракета» объединилась с горьковским «Торпедо», новый клуб получил название «Волга».

## Названия
- ~1922—1924 — «Сормовский клуб спорта»
- ~1924 — «Металлист»
- ~1937 — «Судостроитель»
- ~1940-е — «Дзержинец»
- «Красное Сормово»
- «Урожай»
- «Труд»
- ~1954—1957 — «Авангард»
- 1958—1959 — «Команда города Горького»
- 1960—1962 — «Ракета»

## Тренеры
- Штыров Георгий Сергеевич (~1954—1955)
- Жарков Василий Иванович (1956—1959)
- Гринин, Владимир Григорьевич (1960)
- Золотухин Иван Васильевич (1962)

## Достижения
- В первой лиге — 4 место (в зональном турнире класса «Б» 1960 год).
- В кубке СССР — поражение в 1/4 финала (1957 год).